# Seututie 130
Pour les articles homonymes, voir Route 130.
Le Seututie 130 est une route régionale allant de Vantaa à Tampere en Finlande.
La route est l'ancienne route nationale 3 et elle est maintenant une route parallèle à l'actuelle  route nationale 3.

## Description
La seututie 130 est une route régionale allant de Vantaankoski à Tampere en passant par Riihimäki, Hämeenlinna et Valkeakoski.

## Galerie

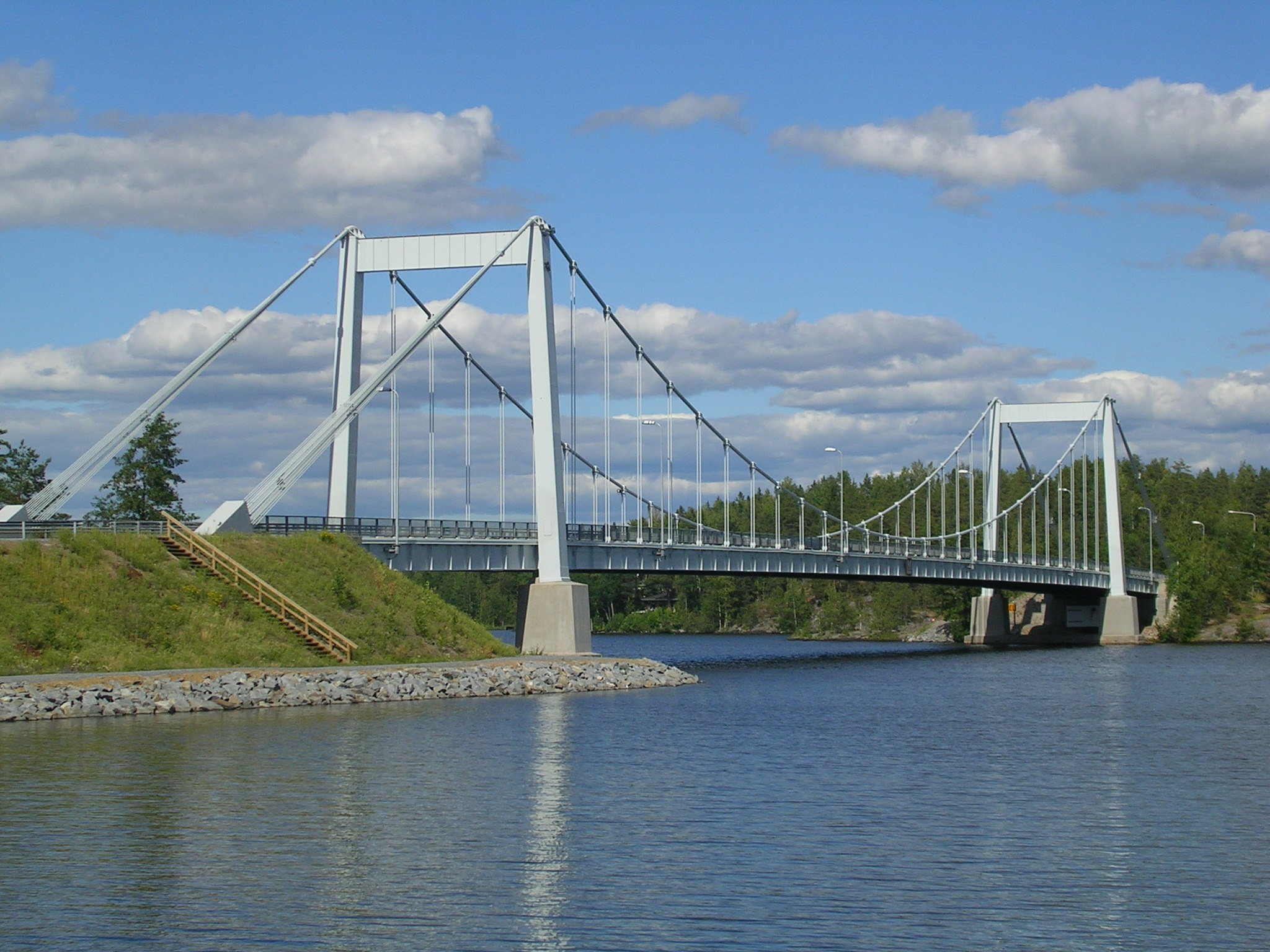
Pont de Sääksmäki.
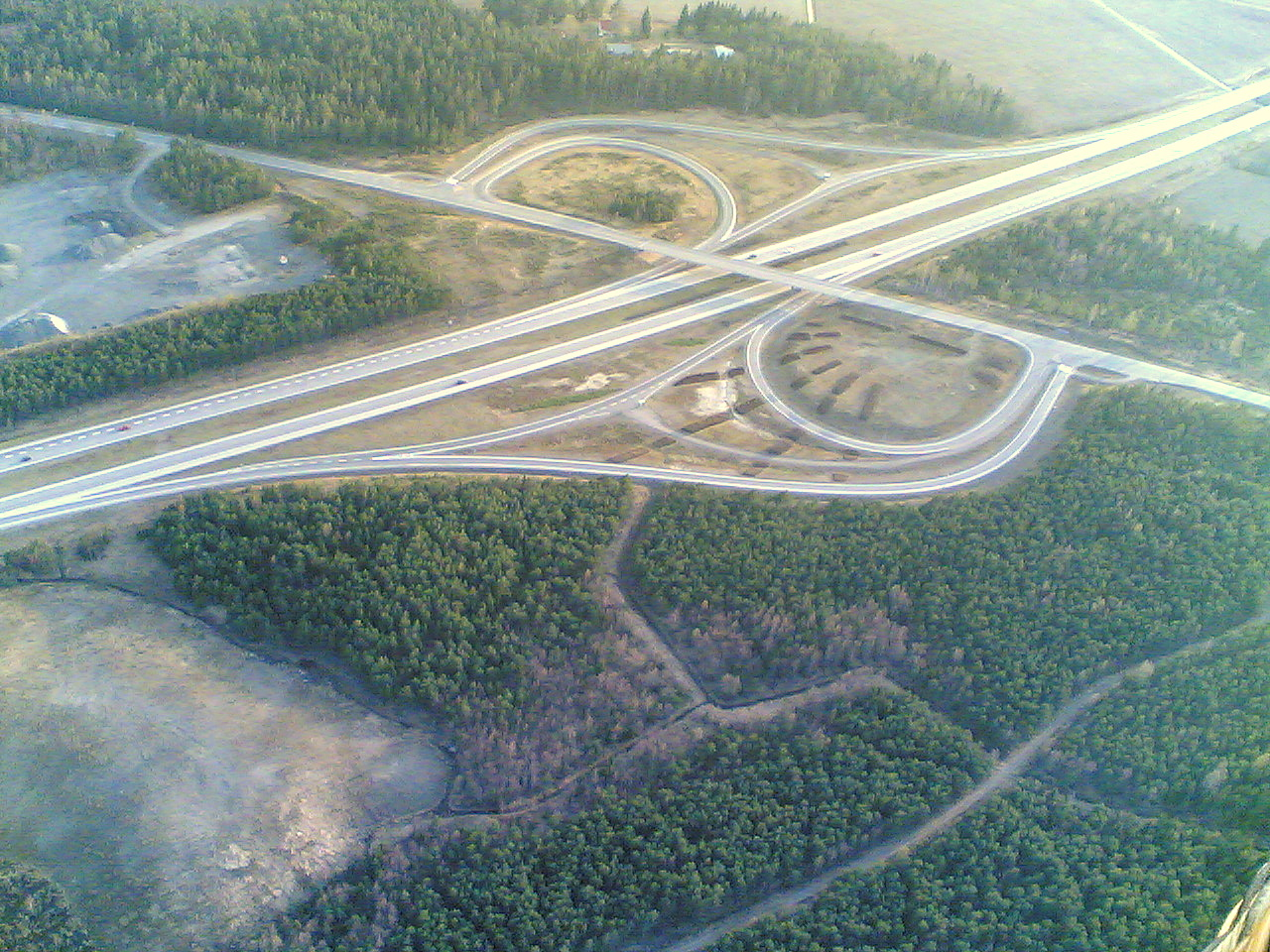
Échangeur de la seututie 130 et de la Valtatie 3